# Труханов, Пётр Степанович
Пётр Степанович Труханов (белор. Пётр Сямёнавіч Труханаў; 16 июня 1910 — 14 августа 1992) — участник Великой Отечественной войны, командир пулемётного расчёта 1260-го стрелкового полка 380-й стрелковой дивизии 50-й армии 2-го Белорусского фронта, Герой Советского Союза (1945), старший сержант.

## Биография
Родился 16 июня 1910 года в городе Рига Российская империя в семье рабочего. Белорус.
В 1916 году семья переехала в город Орёл.
В 1927 году окончил 4 класса школы и поступил в горкоммунотдел, работал на строительстве плотины.
С 1929 года трудился в городской пожарной охране.
В 1932 году призван в ряды РККА. Служил пулемётчиком в пульбате Островского укрепрайона на территории Псковской области.
После демобилизации в 1935 году поступил работать газосварщиком на завод № 9 (ныне завод «Текмаш»).
С октября 1941 по август 1943 года Труханов находился в оккупированном гитлеровцами городе Орёл и скоро был мобилизован комендатурой на работу в железнодорожное депо. По заданию подполья железнодорожники неоднократно выводили из строя паровозы и устраивали другие мелкие диверсии, занимался этим и Труханов.
В 1943 году железнодорожный узел Орла неоднократно подвергался бомбардировкам советской авиации, и Труханов однажды чуть не погиб от действий своих же лётчиков.
5 августа 1943 года в ходе Орловской операции город Орёл был освобождён от врага. Железнодорожники помогали советским бойцам при освобождении станции и городских кварталов. Труханов в дни освобождения города находился в боевых порядках 1260-го стрелкового полка 380-й стрелковой дивизии, и командиры использовали его знание города и расположений вражеских опорных пунктов.
Сразу же после освобождения Орла от фашистов он был мобилизован в начале августа 1943 года и направлен в 858-й стрелковый полк 283-й стрелковой дивизии, той самой, что сыграла важную роль в Орловской наступательной операции. Когда командир полка, подполковник Коробейников, узнал, что новобранец — уже готовый пулемётчик, радости его не было предела, поскольку при освобождении Орла его полк понёс ощутимые потери, а среди мобилизованных призывников почти не было старослужащих. Пётр Труханов стал редким исключением.
В первых же боях, ещё на территории родной Орловщины, новичок показал свои боевые способности, и с того времени командир полка отправлял его на самые ответственные задания и участки. А уже в Белоруссии ефрейтор Труханов развернулся по-настоящему и вскоре получил первую награду — орден Красной Звезды. Произошло это в ходе Гомельско-Речицкой наступательной операции в ноябре 1943 года. 858-й стрелковый полк получил тогда задание выйти к селу Седлец-Холопеев (Быховского района Могилёвской области), важному опорному пункту противника недалеко от Днепра. Командир полка Коробейников отправил к селу разведгруппу для выяснения ситуации с расположением частей противника. Одним из разведчиков был Пётр Труханов. С боевой задачей он лично справился блестяще. Вот как его заслуги лаконично описал командир полка в наградном листе:

«В боях за село Селец-Холопеев 24 ноября 1943 года, будучи в разведке, уничтожил 6 гитлеровцев, взял в плен 3-х немцев, 2-х власовцев и станковый пулемёт».
Пленные дали важные сведения, позволившие 858-му стрелковому полку выполнить поставленную задачу: Седлец-Холопеево было взято с минимальными потерями, что позволило всей 3-й армии генерала Горбатова развернуть наступление на Могилёв с юга.
В январе 1944 года сержант Труханов был тяжело ранен и его вынесли сослуживцы, после чего он был отправлен в тыловой госпиталь в Казань.
После излечения в апреле 1944 года Труханову удалось добиться направления в 380-й стрелковую дивизию, с подразделениями которой он освобождал родной город Орёл. Дивизия в это время входила в состав 50-й армии 2-го Белорусского фронта, находилась на левом берегу Днепра в Быховском районе Могилёвской области, и по прибытии в неё старший сержант Труханов был назначен командиром расчёта станкового пулемёта «максим». Ему предстояло снова форсировать Днепр. Командование избрало участок форсирования севернее Быхова. Накануне начала Белорусской операции 380-й стрелковую дивизию передислоцировали ближе к Могилёву, как имевшую опыт уличных боёв в большом городе с целью его освобождения.
27 июня 1944 года старший сержант Труханов, проявив смекалку, на автомобильном баллоне под ураганным огнём противника переправил на западный берег Днепра в районе села Стайки Могилёвского района свой станковый пулемёт и по приказанию командира батальона занял огневую позицию на левом фланге стрелковой роты для ведения фланкирующего огня. Пулемётные и автоматные очереди заставили гитлеровцев залечь в окопах и замолчать, но это молчание длилось недолго. На пулемётный расчёт Труханова обрушился шквальный огонь. Продвижению мешал дзот, и наступление прекратилось. Тогда Труханов с расчётом выдвинулся на 100 метров от противника и открыл огонь по амбразуре дзота. Вражеский пулемёт замолчал, и рота поднялась в атаку. Труханов сблизился с вражеской огневой точкой до 40 метров, когда вражеский пулемёт снова «ожил». В этот момент выбыл из строя весь его расчёт, подносчик патронов был убит, а сам Труханов ранен. Превозмогая боль, он продолжал вести по амбразуре огонь, всё ближе подбираясь к ней. Когда он вместе с пулемётом оказался в мёртвой зоне, пришло героическое решение. Щитком своего пулемёта и левым плечом он закрыл вражескую амбразуру, и вражеский пулемёт захлебнулся. Вдохновлённая героическим подвигом, рота почти мгновенно оказалась во вражеских траншеях и захватила важный рубеж обороны. У вражеской амбразуры был подобран трижды раненый, потерявший сознание от раздробленного плеча старший сержант Труханов и эвакуирован в медсанбат и в армейский госпиталь. Кроме совершённого героического подвига в этом бою он уничтожил 28 гитлеровцев и был представлен командованием к званию Героя Советского Союза.
Командир 1260-го стрелкового полка подполковник Плотников писал в наградном листе:

«Сам старший сержант, уже дважды раненый, истекал кровью, но не бросил своего пулемёта, продолжал вести огонь по противнику, не давая тому вести огонь по нашей наступающей пехоте. Прекратив стрельбу для пополнения боеприпасами, товарищ Труханов вновь вступил в единоборство со станковым пулемётом противника, который снова ожил… Товарищ Труханов, истекая кровью, теряя сознание, вплотную с телом пулемёта, лёг левым плечом на амбразуру дзота и загородил его вместе с телом пулемёта. Пулемёт немца захлебнулся, и наша пехота быстро ворвалась в траншеи противника, нанеся ему тяжёлый удар. Тем самым выполнен был боевой приказ командования. Товарищ Труханов, трижды раненый, потерявший сознание от раздробленного плеча, лежал у амбразуры дзота…» — Полынкин А. Лёг на амбразуру дзота.
В госпитале стоял вопрос о демобилизации Труханова, но ему снова удалось вернуться на фронт. Труханов стал старшиной пулемётной роты, ещё раз был ранен и награждён вторым орденом Красной Звезды. Это случилось уже на территории Польши, 23 августа 1944 года, при отражении контратаки гитлеровцев. Старшина Труханов показал тогда всем бойцам, что он не только пулемётом, но и обычной винтовкой владеет искусно.
В октябре 1944 года 380-й стрелковую дивизию в составе 49-й армии 2-го Белорусского фронта завоевала плацдарм на реке Нарев и освободила в то время белорусский, а ныне польский город Ломжа. На этом плацдарме командир пулемётного отделения старший сержант Труханов в составе своего полка держал оборону до января 1945 года.
14 января 1945 года началась Млавско-Эльбингская операция войск 2-го Белорусского фронта. В ходе неё отделение старшего сержанта Труханова участвовало в наступлении с остроленковского плацдарма на реке Нарев, освобождении города Мышинец на подступах к границе с Восточной Пруссией и в боях на южном рубеже Хейльсбергского укреплённого района.
А затем части 49-й армии перегруппировали в район севернее города Бромберг (Быдгощ), и с 10 февраля 1945 года, дивизия Труханова повела наступление в ходе Восточно-Померанской операции на Данцигском направлении.
11 марта 1945 года для старшины Труханова, в той же Польше, состоялся последний бой, — на шоссе между городами Картхауз (Картузы) и Цоппот (Сопот). В этом сражении орловчанин получил пятое ранение за войну и был эвакуирован в госпиталь. Именно там застало его известие о присвоении ему звания Героя Советского Союза за подвиг, совершённый на берегах Днепра.
24 марта 1945 года Указом Президиума Верховного Совета СССР за образцовое выполнение боевых заданий командования на фронте борьбы с немецко-фашистскими захватчиками и проявленные при этом мужество и героизм старшему сержанту Труханову Петру Степановичу присвоено звание Героя Советского Союза с вручением ордена Ленина и медали «Золотая Звезда».
22 мая 1945 года старший сержант Труханов демобилизован, вернулся в Орел. В связи с инвалидностью перешёл на работу в систему ОРСа НОД-4.
Член КПСС с 1953 года.
Затем до выхода на пенсию работал автогенщиком в вагонном депо станции Орел. Впоследствии — в военизированной охране завода «Текмаш».
где проработал до самой пенсии, получил звание «Почётного железнодорожника» и был удостоен знака «Ударник коммунистического труда». Уже после выхода на пенсию работал вахтёром в военизированной охране завода «Текмаш».
Умер 14 августа 1992 года. Похоронен в Орле на Афанасьевском кладбище.

## Награды
- Медаль «Золотая Звезда» № 7448 Героя Советского Союза (24.03.1945);
- орден Ленина № 49653 (24.03.1945);
- орден Отечественной войны 1-й степени (11.03.1985);
- два ордена Красной звезды (05.12.1943, 10.03.1945);
- медали, в том числе:
  - юбилейная медаль «За доблестный труд. В ознаменование 100-летия со дня рождения Владимира Ильича Ленина»;
  - медаль «За победу над Германией в Великой Отечественной войне 1941—1945 гг.»;
  - юбилейная медаль «Двадцать лет Победы в Великой Отечественной войне 1941—1945 гг.»;
  - юбилейная медаль «Тридцать лет Победы в Великой Отечественной войне 1941—1945 гг.»;
  - юбилейная медаль «Сорок лет Победы в Великой Отечественной войне 1941—1945 гг.»;
  - медаль «Ветеран труда»;
  - юбилейная медаль «50 лет Вооружённых Сил СССР»;
  - юбилейная медаль «60 лет Вооружённых Сил СССР»;
  - юбилейная медаль «70 лет Вооружённых Сил СССР».

### Почетное звание
- Почётный железнодорожник СССР.

## Память
- Имя Героя высечено золотыми буквами в зале Славы Центрального музея Великой Отечественной войны в Парке Победы города Москва.
- В мае 2005 года на доме № 6 по улице Привокзальной в Орле, где жил Труханов, открыта мемориальная доска[1].